# Joseph Russillo
 (février 2018).
Si vous disposez d'ouvrages ou d'articles de référence ou si vous connaissez des sites web de qualité traitant du thème abordé ici, merci de compléter l'article en donnant les références utiles à sa vérifiabilité et en les liant à la section « Notes et références ».
Joseph Russillo (né à New York le 16 juillet 1938) est un danseur et chorégraphe américain, Parisien d’adoption. Avec plus de 75 ballets à son actif, il a tout au long de sa carrière de danseur puis de chorégraphe, démontré la richesse de son imaginaire et son souci de privilégier une relation de confiance avec les danseurs et le public.

## Biographie
Il commence sa carrière en Europe, invité par Gian Carlo Menotti pour le Festival de Spoleto en Italie et s’installe en France. 
À partir de 1970, Russillo devient le chorégraphe attitré de la compagnie d’Anne Béranger, une des toutes premières compagnies contemporaines en France où étaient invitées des étoiles comme Claire Motte, Mireille Nègre, Jacqueline Rayet (de l’Opéra de Paris) ou Germinal Casado du Ballet du XXe siècle de Maurice Béjart.
C’est à Saint-Germain-des-Prés, au cœur de Paris, que Joseph Russillo commence son parcours en France. Il fonde, avec l’aide de son complice Daniel Agésilas, un lieu qui fera date, l’École de la rue du Bac, et une compagnie pour tourner ses créations dans tous les théâtres de Paris, dans la France et l’Europe : ce sera le « Ballet-Théâtre Joseph Russillo ». À la demande de Claude Bessy, Joseph Russillo enseigne la danse contemporaine à l’Opéra de Paris. La Scala l’accueille pendant trois ans comme chorégraphe–résident. Puis le Ministère de la Culture décide de confier, pendant onze ans, à Joseph Russillo et Daniel Agésilas, la direction du Centre chorégraphique national de Toulouse.
Chorégraphe en France, Joseph Russillo l’est aussi en Italie où il crée, avec les compagnies de la Scala de Milan, de la Fenice à Venise, de l’Enté à Vérone, du Teatro Regio à Turin, du Teatro Massimo à Palerme, du Festival de Nervi, du Teatro San Carlo à Naples, et enfin avec Carlo Menegalli dans de nombreux autres théâtres italiens.
Joseph Russillo aime à travailler avec d’autres artistes de toutes les formes d’art et possède cette faculté rare de tisser autour de la danse de véritables liens d’amitié : des compositeurs tels qu'Astor Piazzolla, Michel Colombier, Jacques Lejeune, Rinaldo Donati, Stefano Salvatori, Alberto Bruni Tedeschi, le pianiste Samson François, etc. De prestigieux décorateurs tels que Miró, Giulio Achili, Luigi Veronesi, Pierre Simona, etc. participent à ses créations. Mine Verges, Gilles Defour (de la maison Chanel), Versace, Nino Corte-Real, Tan Giudicelli, etc. signent fréquemment ses costumes.
Beaucoup de danseurs de renom comme Luciana Savignano, Kader Belarbi, Chinza Vittone, Éric Vu-An, Daniel Agésilas, Yannick Stephent, Norio Yoshida, Larrio Ekson, Giuseppe Arena et beaucoup d’autres étoiles, travaillent sous sa direction.
Ses ballets ont tourné dans le monde entier, de New York à Pékin en passant par tous les pays d’Europe, et sont régulièrement diffusés sur les chaînes de télévision. Plusieurs livres et articles lui sont consacrés.
Joseph Russillo enseigne au Conservatoire national supérieur de musique et de danse de Paris et est invité régulièrement à chorégraphier de nouveaux ballets pour le Junior Ballet. Aujourd’hui, il travaille pour l’Opéra du Caire et est chorégraphe free-lance pour d’autres compagnies dans le monde.
Puisant souvent son inspiration auprès des grands auteurs classiques, c’est avec la même passion que Joseph Russillo continue d'exprimer une vision profondément humaine de notre monde et d’explorer, avec son propre langage chorégraphique, l’alliance de la musique et du geste.

## Distinctions
Le Ministre de la Culture et de la Communication français a nommé Joseph Russillo Officier de l’Ordre des Arts et des Lettres.

## Chorégraphies
Quelques créations aux États-Unis, en France, Italie, Monte-Carlo, Russie, Égypte, Autriche :
- 1966 : Sisters, Memphis (Tennessee)
- 1968 : Da capo, Salle Pleyel
- 1974 : Mémoires pour demain, Théâtre du Châtelet
- 1975 : Pierrot, Théâtre Montparnasse
- 1977 : Requiem malédictions, Théâtre de Chaillot
- 1978 : Le Sacre du printemps, Théâtre de la Porte-Saint-Martin
- 1981 : Solo for a Princess, Théâtre Princesse Grace
- 1981 : Orphée, Festival de Nervi
- 1982 : La Légende de Joseph, Scala de Milan
- 1983 : Shakespeare suite, Festival de Vérone
- 1983 : Court métrage, Théâtre du Rond-Point
- 1984 : Appassionata, Halle aux grains de Toulouse
- 1986 : La Divine Comédie, Halle aux grains
- 1989 : Dopo i giardini dell' Eden, Arènes de Vérone
- 1992 : Unanswered Question, Opéra de Kiev
- 1993 : Casse-noisette, Opéra de Vérone
- 1995 : Le Prophète, La Fenice de Venise
- 1996 : Renaissance, Opéra royal de Monza
- 1996 : Whispers, Opéra-Théâtre de Massy
- 1998 : Autre Monde, Opéra-Théâtre de Massy
- 2002 : Diaro ultime pagine, Teatro Regio de Turin
- 2006 : Le Sacrifice, Opéra du Caire
- 2011 : Il Parnaso confuso, Théâtre du château de Schönbrunn